# Kombo North/Saint Mary

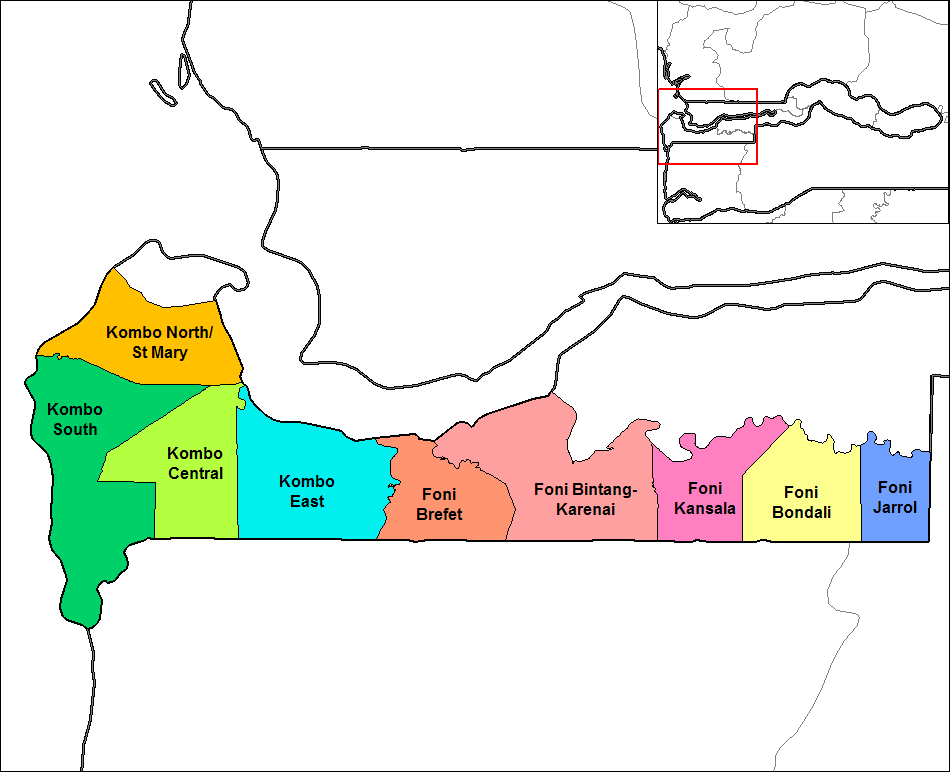
Mapa dos distritos.

Kombo North/Saint Mary é um distrito da Gâmbia.